# Moise de Corene
Moise de Corene (ca. 410–anii 490; armeană Մովսես Խորենացի) a fost un proeminent istoric armean din perioada antichității târzii și autor al cărții Istoria Armeniei⁠(d).
De Corene este creditat cu cea mai veche lucrare istoriografică cunoscută despre istoria Armeniei scrisă în armeană, dar a fost de asemenea poet sau autor de imnuri religioase și  gramatician. Istoria Armeniei a fost scrisă la comanda prințului Sahak⁠(d) din dinastia Bagratuni⁠(d) și a avut un impact enorm asupra istoriografiei armene. A fost utilizată și citată adesea de autorii armeni medievali ulteriori. Deși alți armeni precum Agathangelos⁠(d) au scris anterior istorii scrise ale Armeniei, lucrarea lui Moise are o semnificație specifică deoarece conține materiale unice despre tradițiile orale din Armenia de dinaintea convertirii sale la creștinism și, mai important, trasează istoria armeană de la Moise înapoi la origini.
De Corene este considerat a fi „părintele istoriei armene” (patmahayr) și uneori este numit „Herodotul armean”. Cartea lui de Corene a fost prima încercare de scriere a unei lucrări de istorie universală a Armeniei.
Moise s-a indentificat ca tânăr discipol al lui Mesrob Maștoț, inventatorul alfabetului armean și este recunoscut de Biserica Apostolică Armeană drept unul dintre Sfinții Traducători⁠(d).